# Encyocrypta djiaouma
Encyocrypta djiaouma is een spinnensoort uit de familie Barychelidae. De soort komt voor in Nieuw-Caledonië.